# Новак, Венцеслав
Венцеслав Новак (хорв. Vjenceslav Novak; 11 сентября 1859, Сень, Лицко-Сеньская жупания, Хорватия, Австрийская империя — 20 сентября 1905, Загреб, Королевство Хорватия и Славония, Транслейтания, Австро-Венгрия) — хорватский писатель, журналист, переводчик, музыкальный критик. Носил прозвище «Хорватский Бальзак».

## Биография
Венцеслав Новак родился 11 сентября 1859 года в Сене Лицко-Сеньской жупании. Его отец был чехом по национальности, а мать немкой из семьи баварцев, что перебрались в Хорватию. Учился сначала в своём родном городе, а затем в Загребе.
В 1879 году вернулся в Сень и устроился на должность учителя, на которой находился до 1884 года. В это время, в 1881 году, начинается его литературная деятельность. С 1884 года учился музыке в Праге, а с 1887 года преподавал музыку в педагогическом колледже Загреба. 
Венцеслав Новак умер 20 сентября 1905 года в Загребе от чахотки.

## Творчество
Для прозы Венцеслава Новака характерны социальные темы, часто обращался к изображению села. В романе «Павел Шегота» («Pavao Šegota»; 1888) показано влияние города на человека, который ушёл из села. Быт и нравы деревни изображены в «Подгорных рассказах» («Podgorske pripovijetke»; 1889).
В традициях Августа Шеноа создаёт роман «Под Нехаем» («Pod Nehajem»; 1892), посвящённый проблеме национально-освободительной борьбы в Хорватии.
В романе «Никола Баретич» («Nikola Baretić»; 1896) писатель критиковал идеалы буржуазного общества и противопоставлял ему «естественную жизнь». В этом романе сказывается влияние модернизма.
В романе «Последние Стипанчичи» («Posljednji Stipančići»; 1899) события эпохи иллиризма проецируются на современность, тема его — развитие капитализма, рост городов и разорения дворянства. Роман отличается стройностью развития сюжета, глубиной психологического анализа.
В повестях «Из подвалов большого города» («Iz velegradskoga podzemlja») и «В грязь» («V glib») Венцеслав Новак изображает жизнь рабочей бедноты, бездомных и обездоленных.
В конце жизни в творчестве писателя усиливается субъективизм, что ощутимо в романах «Два мира» («Dva svijeta»; 1901) и «Преграды» (1905), а также проявляется натурализм в романе «Тито Дорчич» («Tito Dorčić»).
Также Новак профессионально занимался созданием музыки. Самым весомым произведением является «Гармония» 1890 года — сборник музыкальных композиций для орга́на.